# Lovellona elongata
Lovellona elongata é uma espécie de gastrópode do gênero Lovellona, pertencente a família Mitromorphidae.